# Buck Island (Capella Islands)
Pour les articles homonymes, voir Buck Island.
Buck Island est une île de la mer des Caraïbes, partie des îles Vierges des États-Unis. Située au sud de Saint-Thomas, elle abrite le Buck Island National Wildlife Refuge. On y trouve le phare de Buck Island.